# ماركوس أندريس لوبيز
ماركوس أندريس لوبيز هو لاعب كرة قدم إكوادوري، ولد في 4 فبراير 1993 في كوينكا في الإكوادور. لعب مع نادي الجامعة الكاثوليكية (الإكوادور).

## وصلات خارجية
- ماركوس أندريس لوبيز على موقع إي إس بي إن إف سي (الإنجليزية)
- ماركوس أندريس لوبيز على موقع ناشيونال فوتبول تيمز (الإنجليزية)
- ماركوس أندريس لوبيز على موقع Soccerway.com (الإنجليزية)